# Bazylika Notre Dame de la Garde w Marsylii
Bazylika Notre-Dame de la Garde – neobizantyjski kościół w Marsylii, położony na 162-metrowym wzgórzu La Garde; w przeszłości punkt sygnałowy dla statków wpływających do Starego Portu, dziś popularne miejsce pielgrzymkowe. Ma status bazyliki mniejszej.

## Historia
Już w XIII w. na wzgórzu zwanym La Garde ustawiona została (prace budowlane zakończone ok. 1218 r.) kaplica z wysoką wieżą, która poświęcona była Maryi (nazywanej przez mieszkańców miasta „dobrą matką”) w intencji szczęśliwych powrotów marynarzy marsylskich do domów. Tradycją miasta było fundowanie wotów dla kościoła przez osoby, które wpływały do portu marsylskiego z dłuższych rejsów. W 1423 r. został on zniszczony przez najazd aragoński, zaś odbudowany obiekt zdewastowali w 1794 r. radykalni hebertyści. W 1807 r. kaplica, mimo ogromnych zniszczeń, została ponownie otwarta i oddana w użytkowanie zakonowi oblatów. Zajmowali się oni obiektem przez kolejne kilkadziesiąt lat i w latach 30. XIX sfinansowali jego rozbudowę.

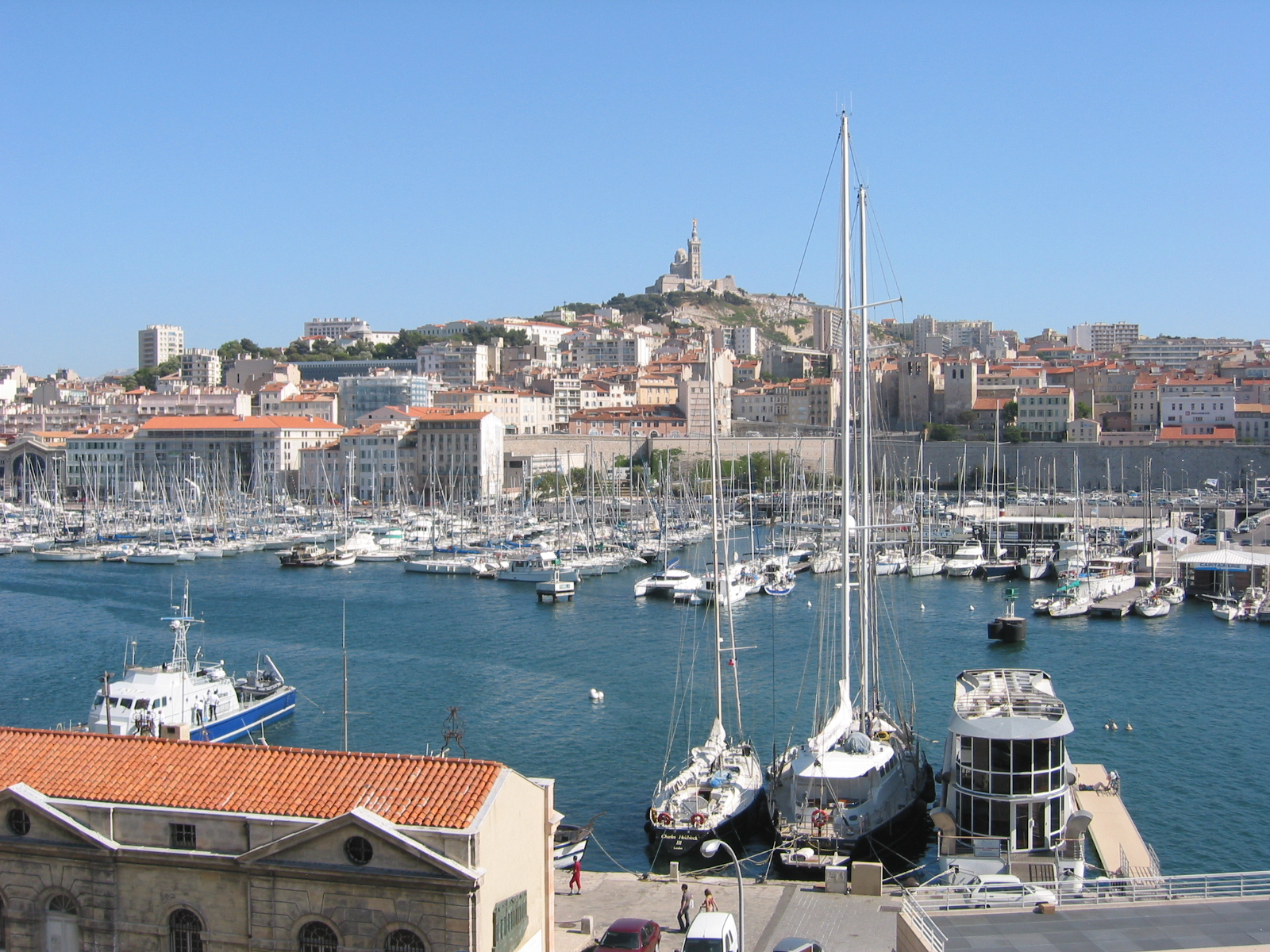
Widok kościoła ze Starego Portu

Dzisiejszy kościół powstał w latach 1853–1864 według projektu Jacques'a-Henriego Esperandieu na polecenie biskupa Marsylii Eugène'a de Mazenoda, w ramach programu przebudowy i modernizacji całego miasta. Budowa bazyliki przedłużała się, gdyż ambitny biskup zapragnął wykorzystać przy jej budowie najlepsze, niedostępne w regionie i przez to importowane z Włoch materiały budowlane – marmur i porfir. W trakcie prac zmarł projektant obiektu, jego dzieło dokończył Henri Antoine Révoil. Budynek wzniesiono na fundamentach szesnastowiecznego fortu de la Garde.

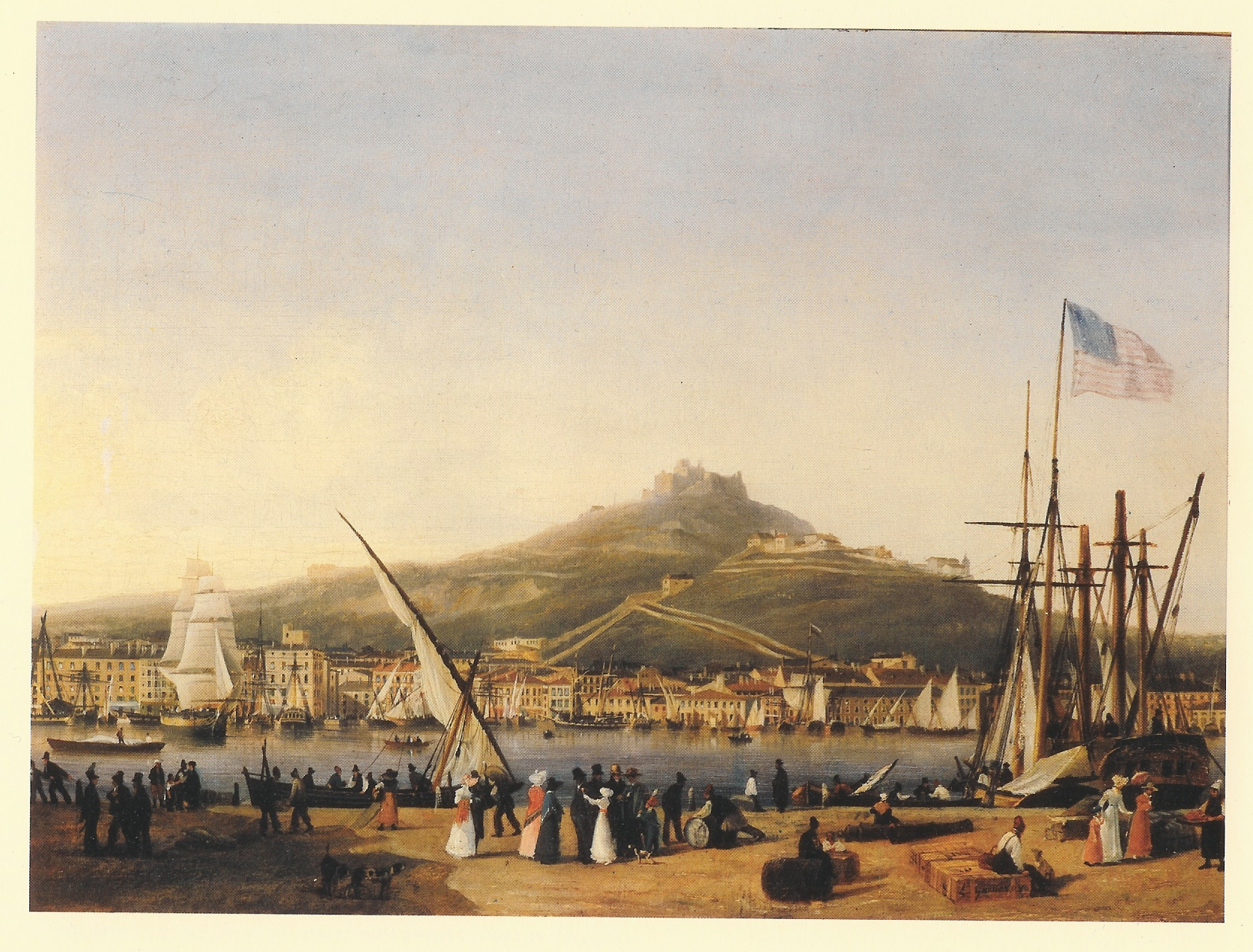
Widok na dawną kaplicę w 1820 r.

W 1870 r. na wieży ustawiono pokrytą złotem jedenastometrową statuę Madonny z Dzieciątkiem autorstwa Eugène'a Lequesne'a i Charlesa Christofle'a. W momencie jej budowy była to największa figura wykonana tą techniką na świecie. Rok później, w czasie krótkotrwałej Komuny Marsylskiej, naśladowcy paryskich komunardów zamienili część kościoła na koszary, a samo wzgórze ufortyfikowali. Nie pomogło im to jednak w walkach z wojskami rządowymi, które szybko stłumiły ruch. W roku 1879 papież Leon XIII nadał kościołowi tytuł bazyliki mniejszej.
W latach 1936, 1989 oraz od 2001 do 2008 kościół był remontowany. Każdego roku około 1,5 miliona turystów zwiedza go. Ponadto jest on celem pielgrzymek 15 sierpnia, w święto Wniebowzięcia. Obiekt jest zarazem punktem widokowym (z imponującą panoramą miasta), jak i dominantą w jego krajobrazie, niezależnie od kierunku.

## Architektura

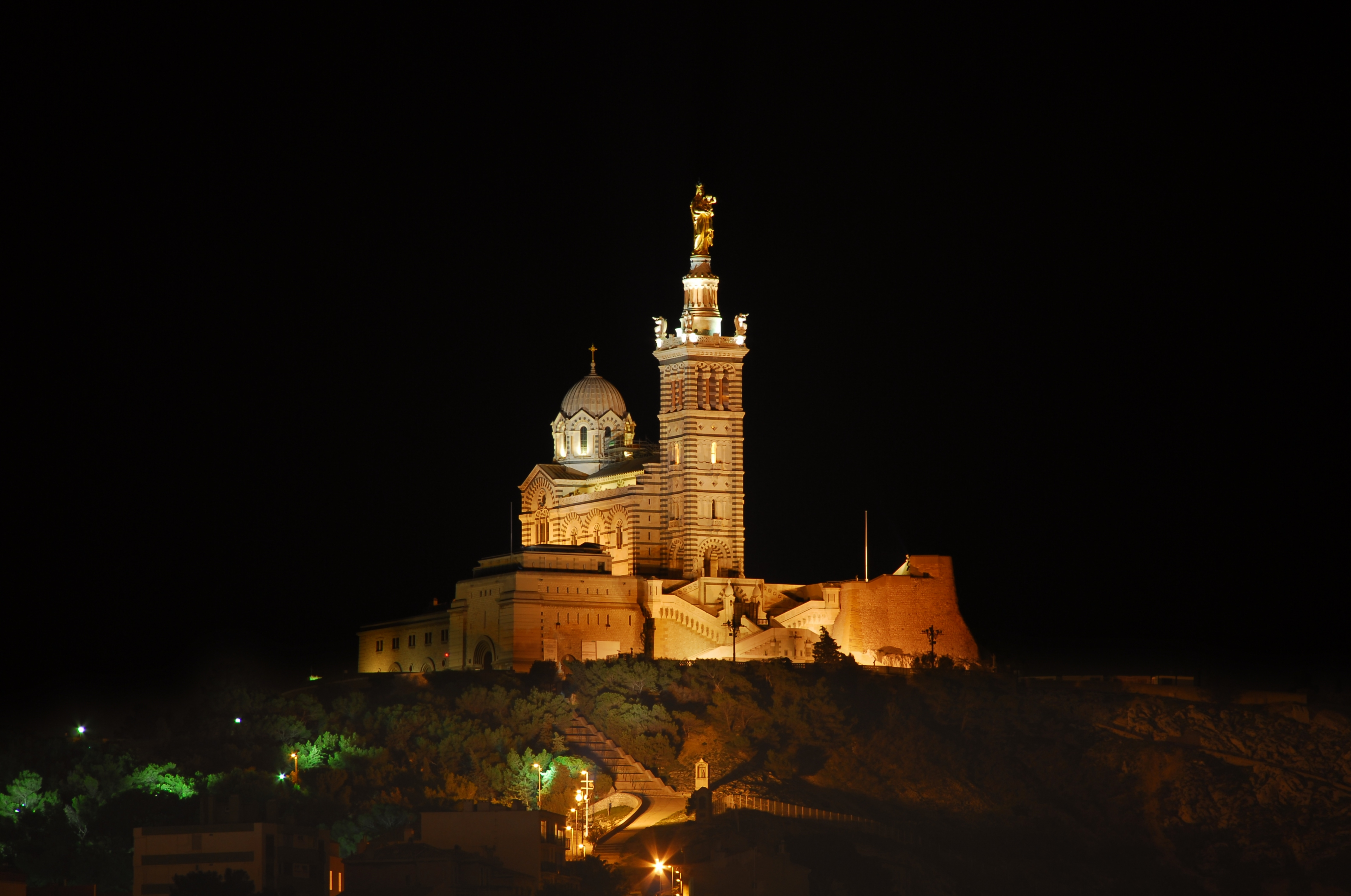
Widok kościoła w nocy

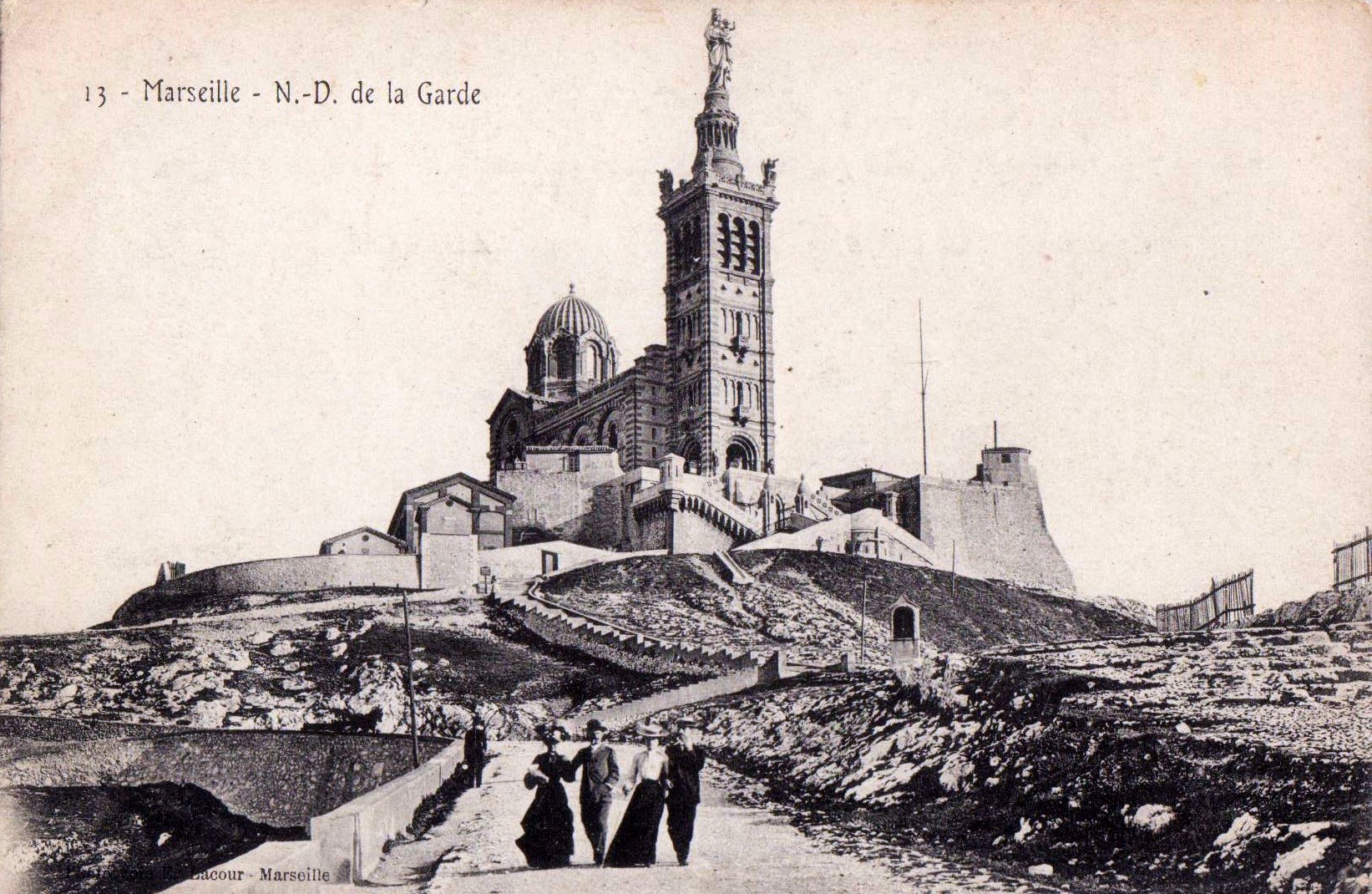
Bazylika na pocztówce z ok. 1910 roku.

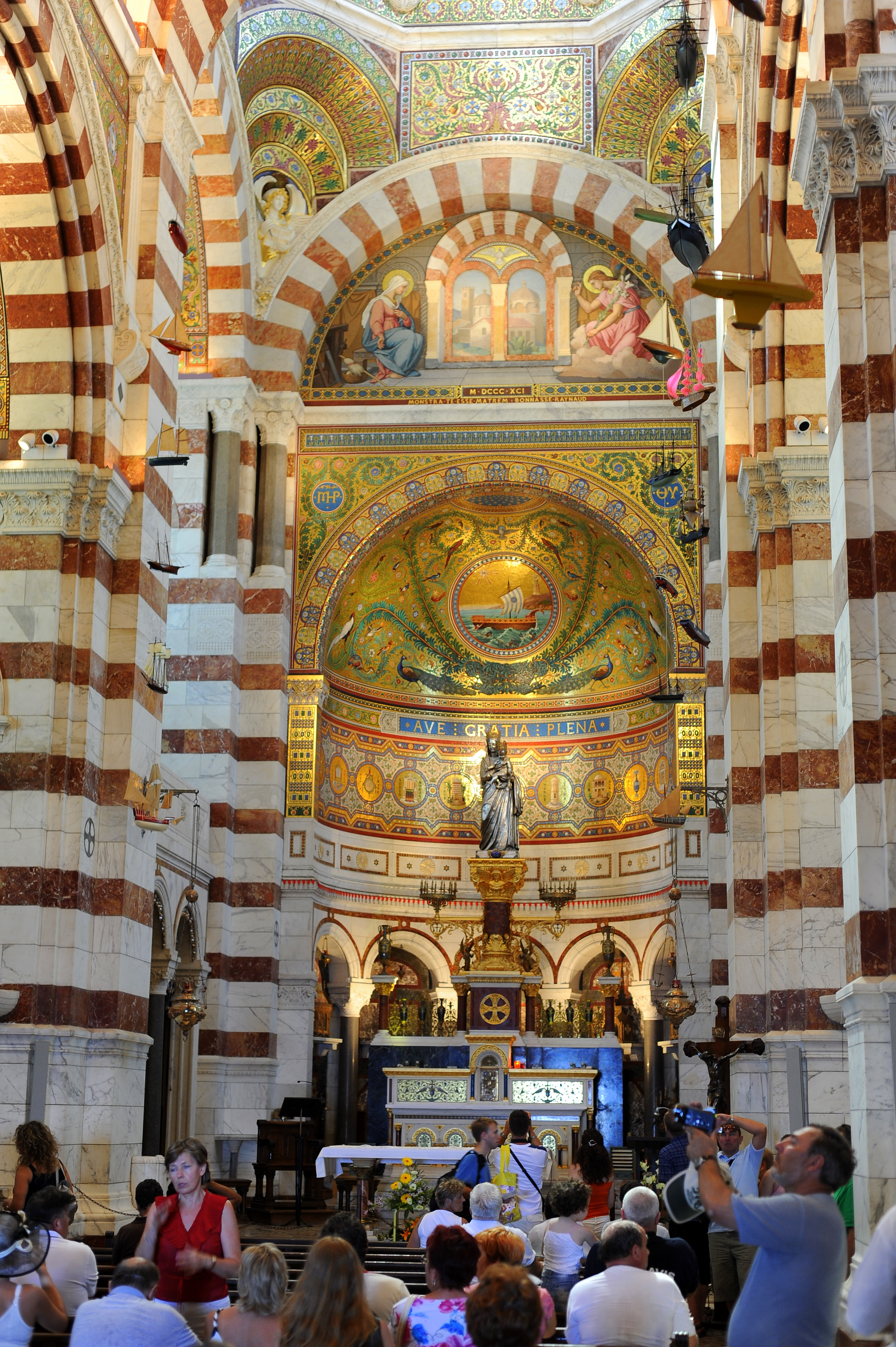
Wnętrze bazyliki

60-metrowa wieża bazyliki zwieńczona jest jedenastometrową figurą Madonny z Dzieciątkiem, widoczną z każdego miejsca w mieście oraz w najbliższych okolicach na morzu. Długość obiektu wynosi 52 metry, szerokość – około 17. Do wnętrza budynku wiodą niemal dwutonowe drzwi z brązu. Na wieży znajduje się ośmiotonowy dzwon. Wieża obiektu, podzielona na cztery poziomy, zbudowana jest z białego, czarnego i czerwonego marmuru i bardzo skromnie dekorowana – posiada jedynie pojedyncze półkoliste okna oraz ich rząd na szczytowej kondygnacji. Na poziomach okien umieszczono rzędy blend i pilastrów w stylu bizantyjsko – mauretańskim. Cztery narożniki wieży dekorują figury aniołów.
Poza wieżą główną bazylika posiada zwieńczoną krzyżem kopułę nad prezbiterium, również z rzędem półkolistych okien. Boczne ściany kościoła dekoruje skromna attyka, wszędzie zastosowano ten sam schemat naprzemiennego stosowania czarnego i białego marmuru. Po bokach prezbiterium niewielkie rozety.

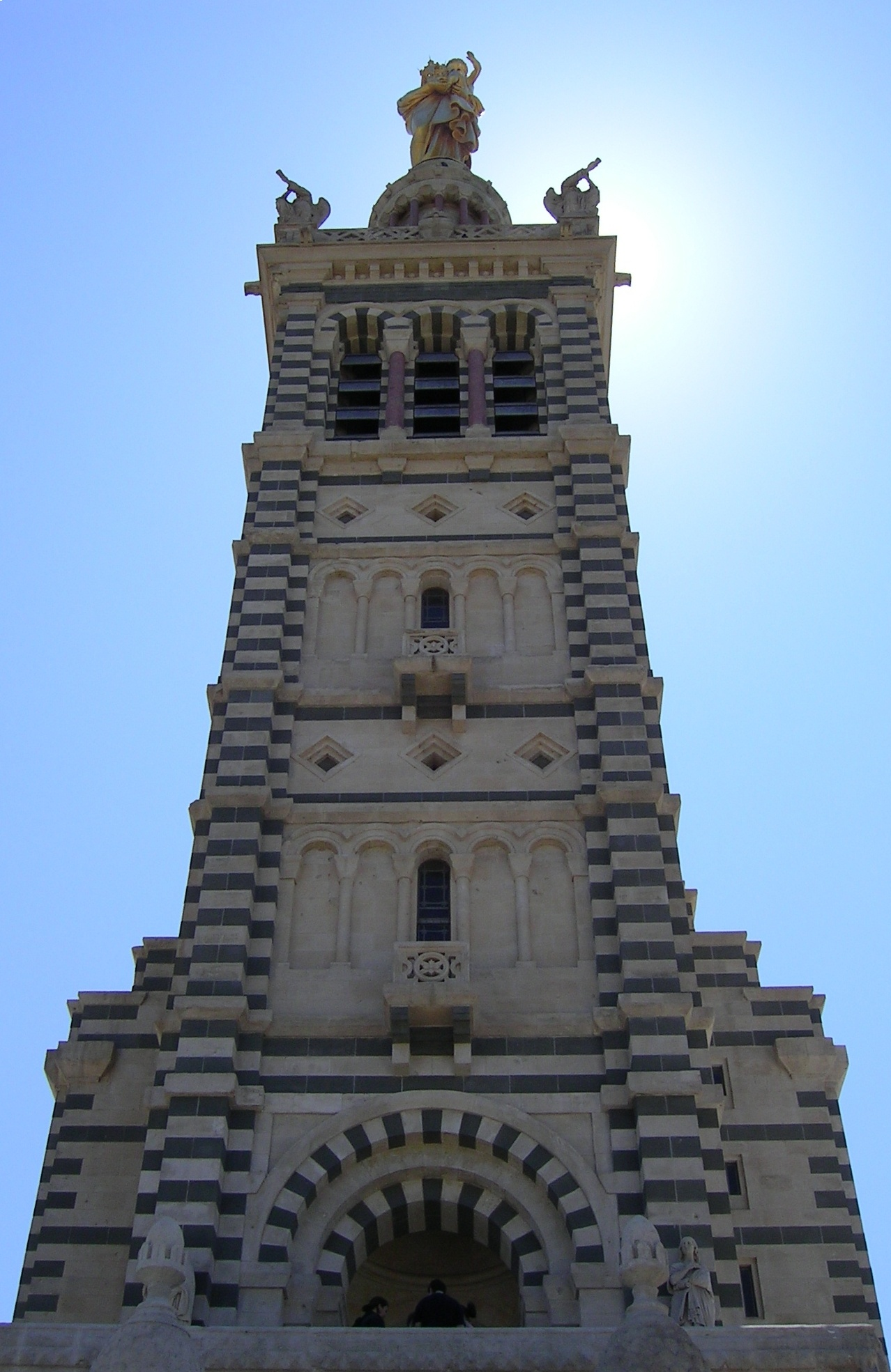
Wieża kościoła

Wnętrze obiektu nie posiada prawie ołtarzy bocznych, zaś rolę głównego odgrywa figura Maryi. Mimo tego uderza bogactwem dekoracji z kolorowego marmuru, mozaik i płaskorzeźb. Do kościoła przeniesiono wota z dawnej kaplicy, wśród których znajdują się nie tylko tradycyjne tablice, ale i obrazy, modele statków, medale za odwagę wojenną, a bardziej współcześnie szaliki i koszulki fanów klubu Olympique Marsylia, dziękujących za wygrane mecze.
Styl architektoniczny budynku, chociaż robiący wrażenie na turystach, nie znalazł jednak uznania znawców, którzy – jak zresztą w odniesieniu do wielu budynków epoki II Cesarstwa – uważają obiekt za nazbyt pompatyczny. Niektórzy marsylczycy, niezadowoleni z wyglądu kościoła, porównywali go do lokomotywy.